# 成灌铁路
成灌铁路，即成都市域铁路成灌线，又称成灌快速铁路，2010年5月12日开通运营，是成都轨道交通中投入运营的第一条线路，亦是中国大陆第一条运行和谐号电力动车组的市域铁路，线路等级为客运专线，双线电气化，最高运营速度220km/h，目前运营速度200km/h。线路起于成都站，至郫县境内的安靖站向西引出，沿317国道向西延伸，至都江堰市（原名灌县）后向南延伸，止于青城山镇的青城山站；另外还有两条支线，一条是自聚源站引出至离堆公园站的离堆支线，另一条是自郫县西站引出至彭州站的彭州支线。

## 建设与运营
成灌铁路是汶川地震灾后重建首个铁路重点工程，2008年11月4日动工建设，由成都地铁有限责任公司与成都铁路局合资的成都市域铁路有限责任公司负责建设与管理。主线于2010年5月12日汶川大地震2周年之际正式开通运营，2010年10月起由成都轨道交通有限公司负责运营。离堆支线于2013年7月23日开通运营。彭州支线于2014年4月30日开通运营 。2021年开始，乘客可使用铁路e卡通和天府通乘坐成灌铁路。

## 技术标准
双线电气化，无碴道床，设计运行速度目标值200km/h。成都至郫县段最高运行速度120km/h，郫县至青城山段最高运行速度220km/h，成都与青城山间运行最快需30分钟。全线桥梁长度42.6公里，占正线总长70%以上。离堆支线为地下线路最高运行速度80km/h。郫县至彭州支线全线为高架线路，最高运行速度200km/h。

## 车站
成灌铁路主线运营里程67公里，设有12个车站；离堆公园支线长6公里，设有3个车站；彭州支线长21.2公里，设有6个车站。
- 主线车站：成都站、安靖站、犀浦东站、犀浦站、红光镇站、郫县东站、郫县站、郫县西站、安德站、聚源站、都江堰站、青城山站；
- 离堆支线车站：迎宾路站、李冰广场站、离堆公园站，三个车站均为地下车站。
- 彭州支线车站：新民场站、三道堰站、马街站、彭州南站、步行街站、彭州站。

主线上预留了崇义站、中兴站2个车站。

## 班次与票务
2013年7月23日起，成灌客运专线离堆公园支线开通运营，成灌动车组调整开行方案，19对动车组运行区段、始发时间有调整，其中有8对动车组始发终到离堆公园站。成灌线每日开行动车组列车19对，各次列车均由CRH1A型动车组担当。2014年4月30日起，成灌铁路郫县西站至彭州站支线开通，成都铁路局使用一组CRH1A型动车组每日开行6对动车组始发终到彭州站。成都至彭州全程约40分钟，动车组列车在彭州支线上的最高时速接近200km/h，开通即按照设计时速运行。根据旅客乘降车站区间里程，成灌线有5元、10元、15元三种票价。其中，20km以内票价5元；20km-50km票价10元；50km以上票价15元。
2017年7月1日起，安靖站启用，部分停靠成都站的列车在安靖站始发。
2018年12月，成灌线调整运行图，取消全部跨线运行车次，每日班次加密到59对。另外，“天府号”CRH6A-A型4节编组电力动车组也陆续上线运营。
2021年开始，乘客可使用铁路e卡通乘坐成灌铁路，享受首单一折，单单立减优惠。乘客亦可使用天府通进站，需保证卡内有15元。
2022年10月11日起，因成都站开展扩能改造工程，原先在成都站始发终到的车次改在安靖站、犀浦站始发终到。
2024年3月，成灌线首次开行青城山站往返重庆北站的跨线列车。10月15日起，开行青城山至峨眉山、离堆公园至峨眉山的跨线动车组列车各1对。

## 车辆
成灌铁路建成初期使用CRH1A型电力动车组运行。2018年底开始，“天府号”四节编组CRH6A-A型市域动车组列车投入成灌铁路运行。

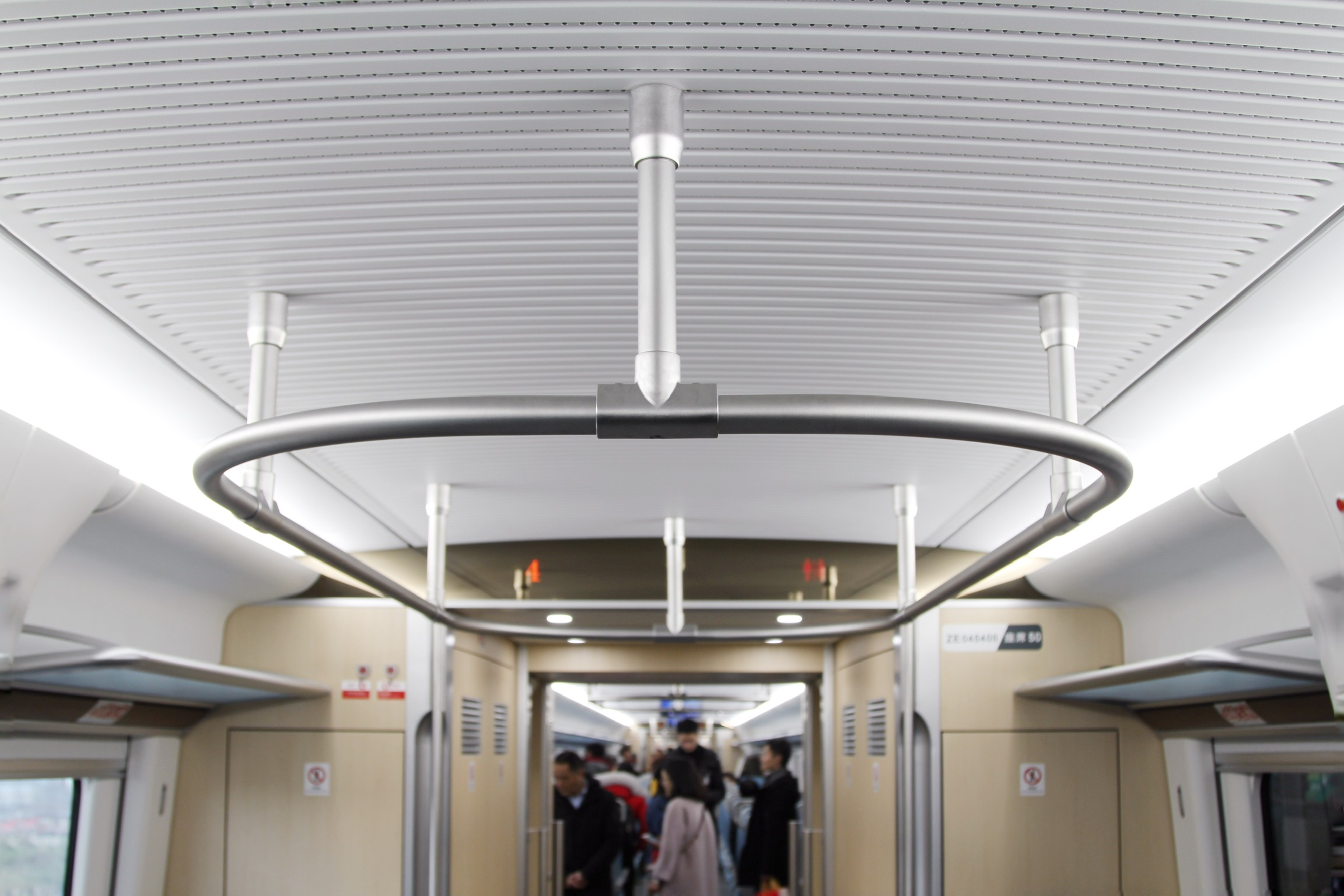
车厢内的扶手
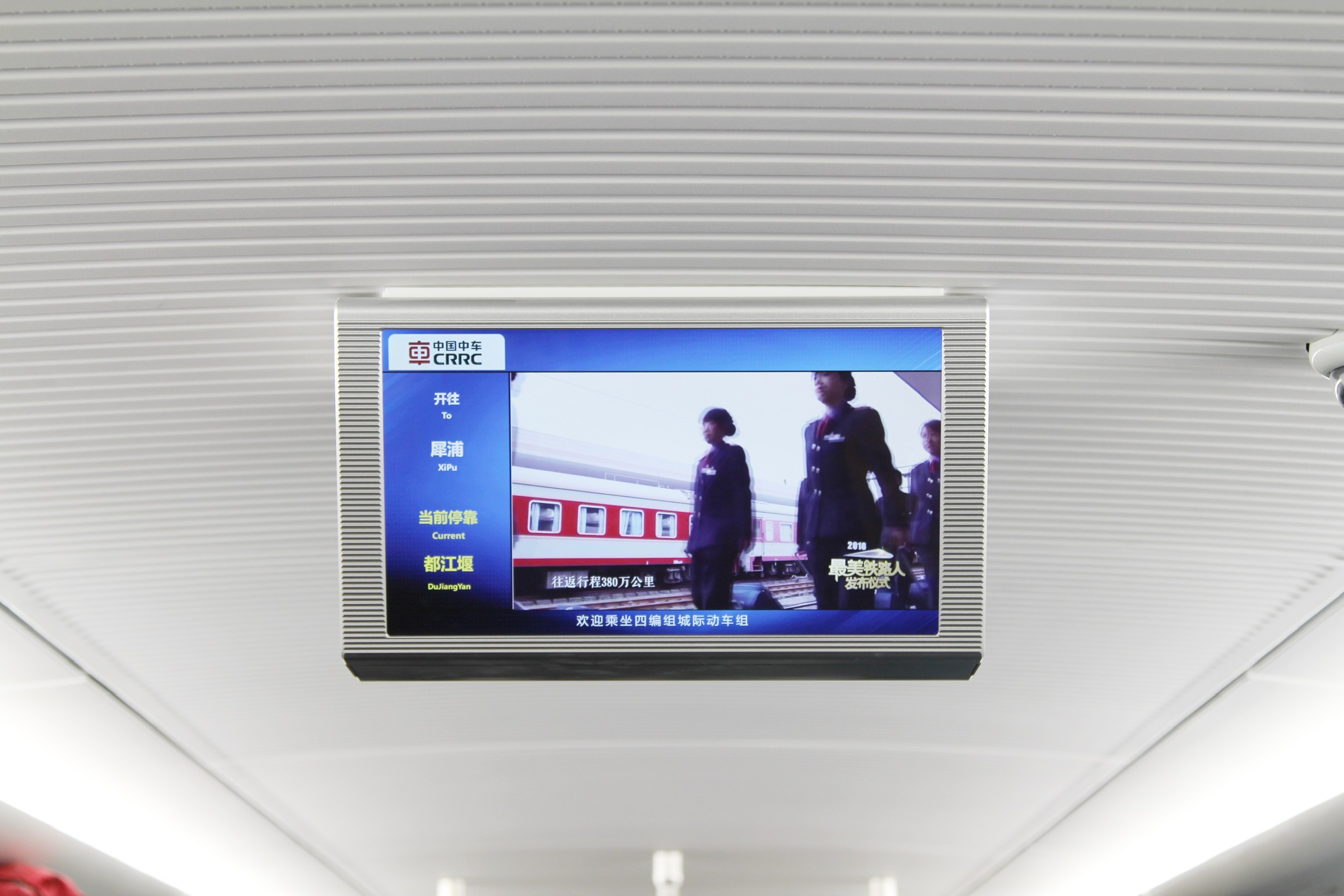
车厢内乘客信息显示系统
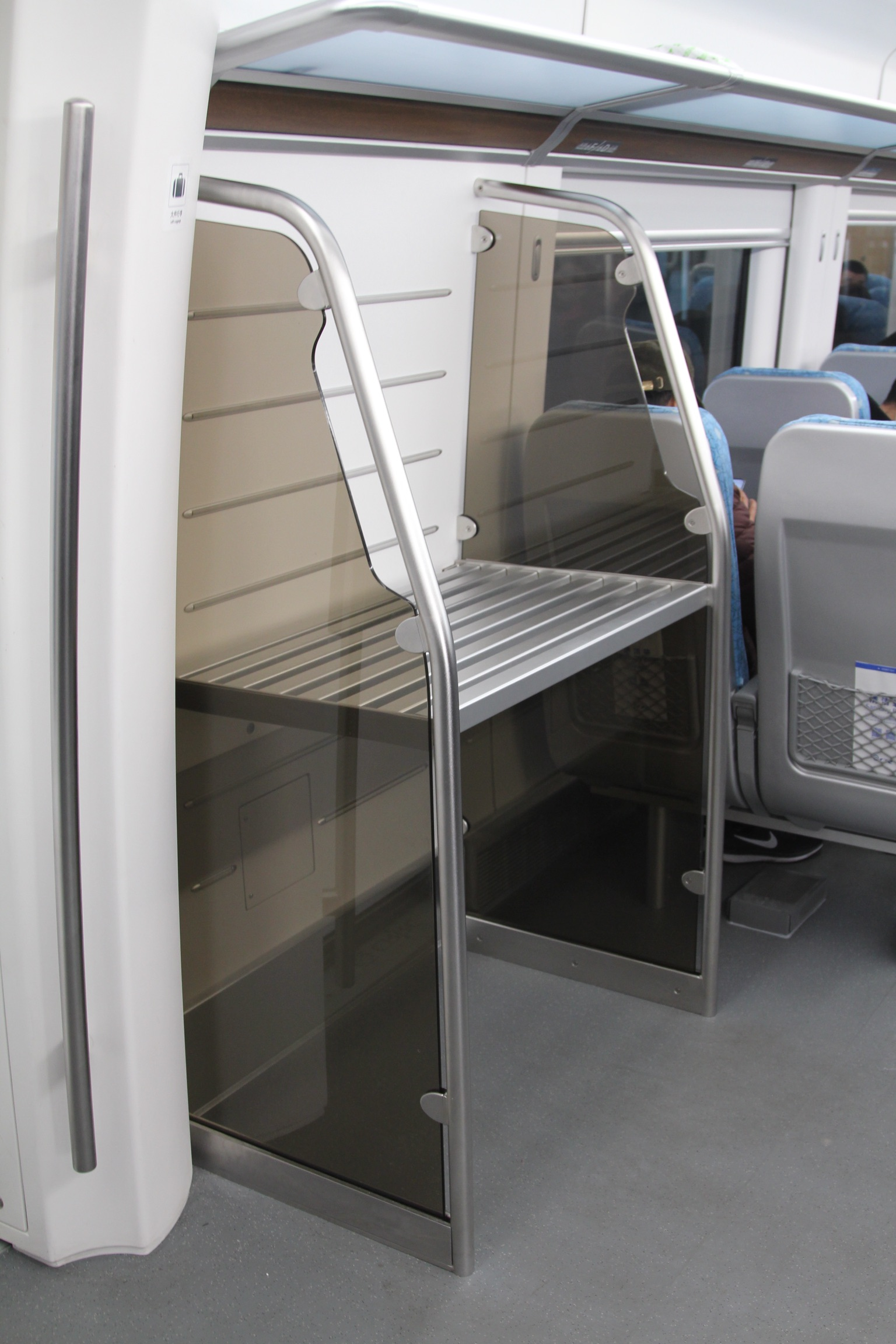
车厢内行李架

## 与成都地铁系统连接
成灌铁路在成都站与成都地铁 1号线和 7号线出站转乘，在犀浦站与 2号线同站台转乘。2017年7月25日起，成灌铁路与成都地铁2号线在犀浦站实现安检互认，实现双向同台换乘。
2024年10月，成都地铁2号线换乘至成灌线的同台换乘再次启用，乘客须额外进行一次安检。

## 与成都有轨电车系统连接
成灌铁路在郫县西站与成都有轨电车蓉2号线出站转乘。成灌铁路运营中的离堆公园站、都江堰站、青城山站及预留的中兴站均可转乘都江堰M-TR旅游客运专线。

## 图集

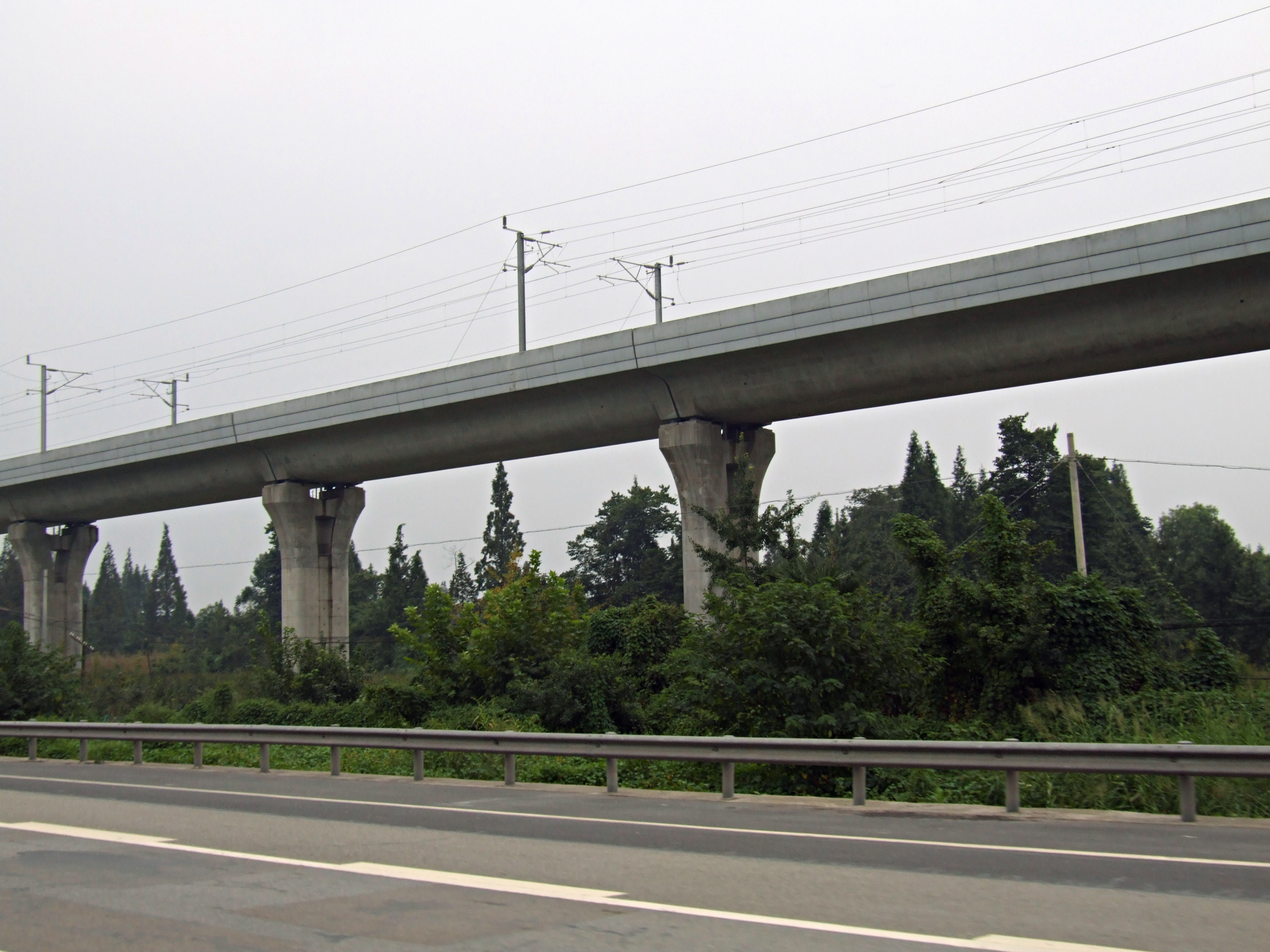
成灌快速铁路部分路段与成灌高速公路平行
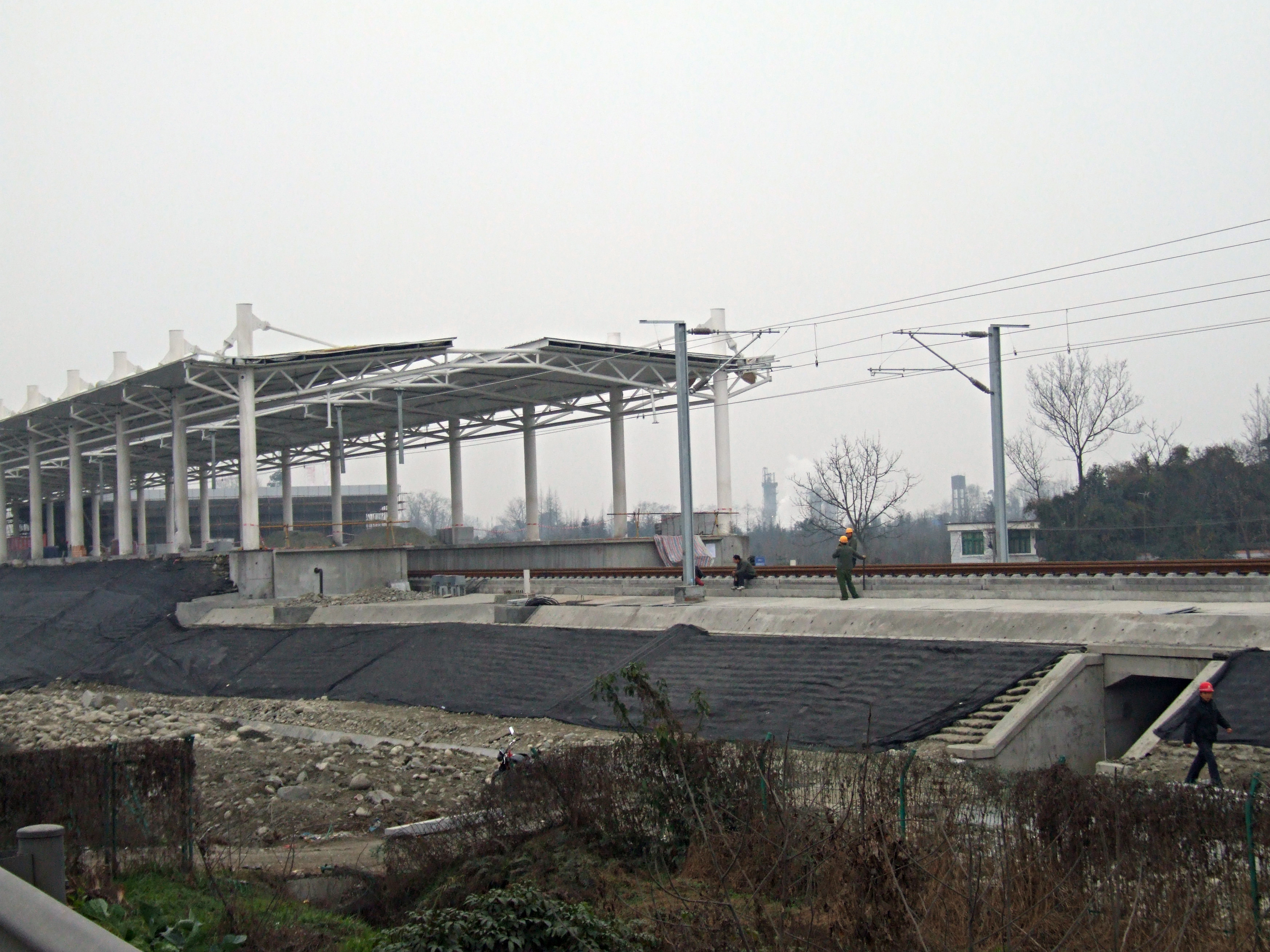
建设中的聚源站
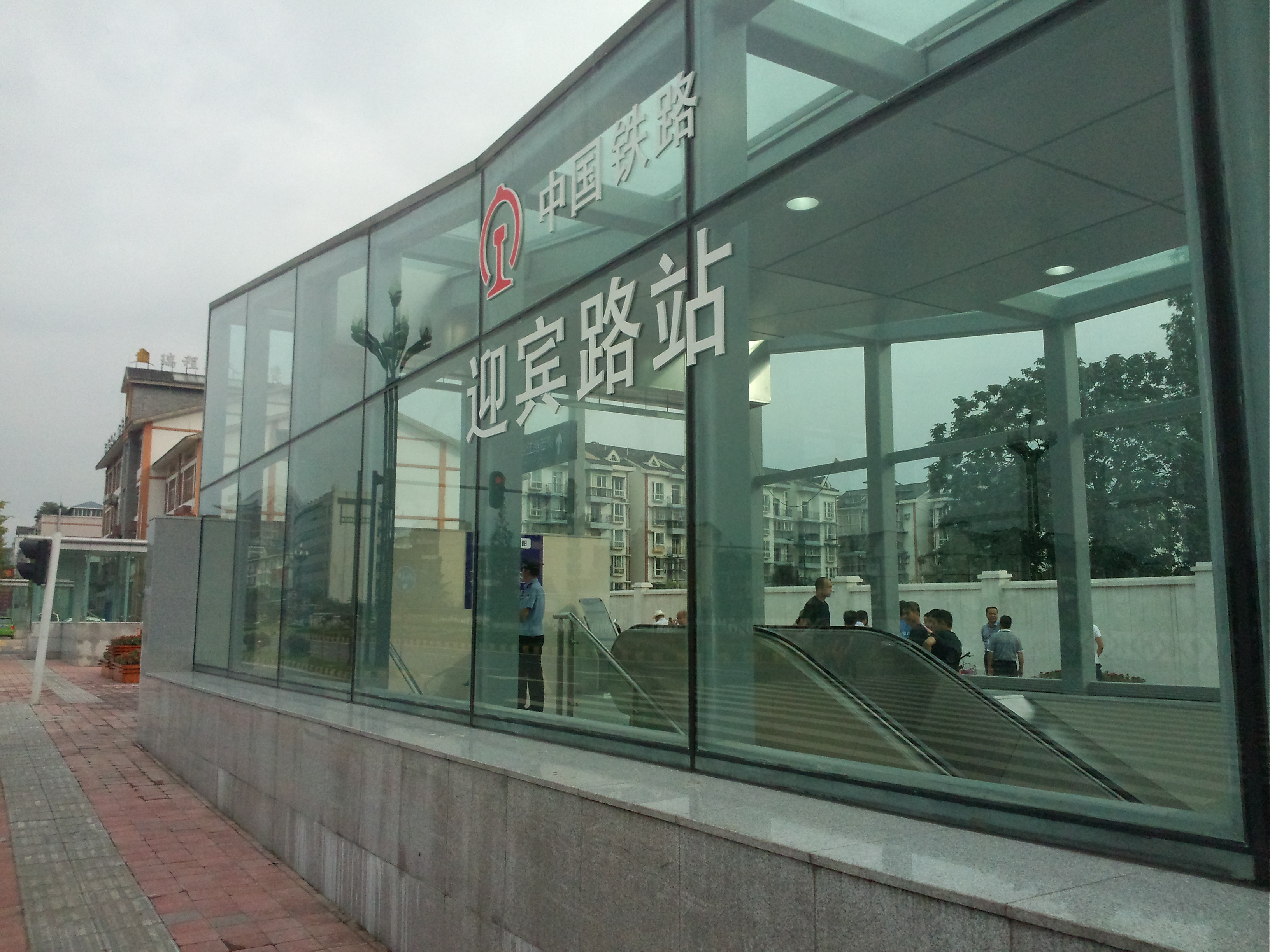
离堆支线迎宾路站
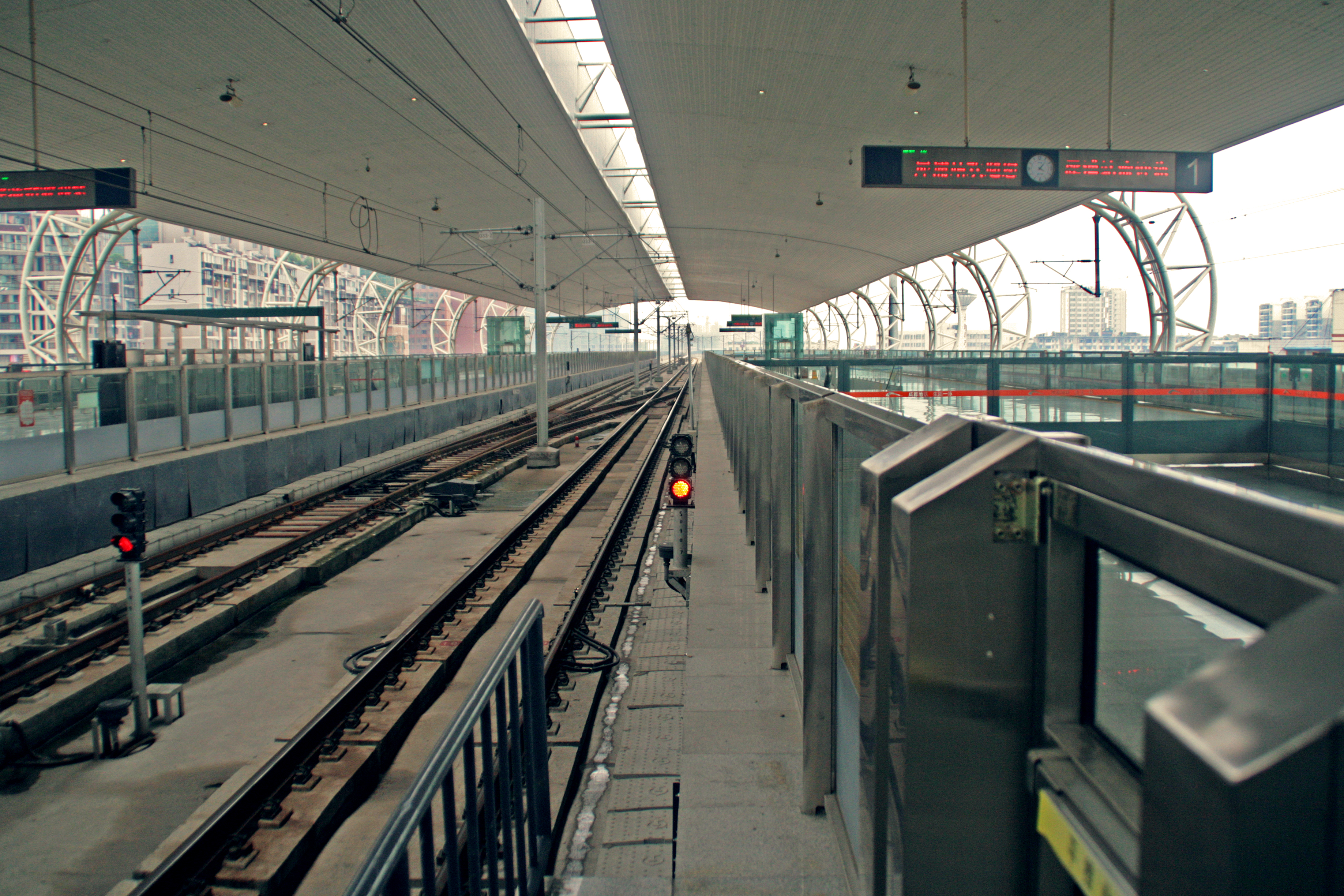
成都犀浦站的同台换乘，位于中间的复线铁路为成都地铁下属成都地铁2号线，两侧的复线铁路为国铁下属成灌铁路。这是中国首个城市轨道交通、国家铁路之间的同台换乘案例。